# Bártfa
Bártfa (szlovákul: Bardejov, németül: Bartfeld, lengyelül: Bardejów, latinul: Bartpha) város Szlovákiában. Az Eperjesi kerület Bártfai járásának székhelye. 1923-ig az Eperjes székhelyű Sáros vármegye Bártfai járásának a székhelye volt.

## Fekvése
Eperjestől 38 km-re északra, a Tapoly partján fekszik. A történelmi városmag (például a városfal maradványai) és a vasútállomás a Tapolytól délre található. Ma már a városhoz tartozik a Tapolytól északra fekvő egykori község, Hosszúrét is.
Bártfa a lengyel határ közelében található, a legközelebbi lengyel település, Muszynka kb. 20 km-re északnyugatra fekszik.

## Nevének eredete
Neve a magyar bárd főnévből ered, amely itt az egy ember által, egy nap alatt bárddal kivágható erdőrészt jelenti. A fa utótag itt erdőnek értendő.

## Története
Az ősidők óta lakott helyen a várost lengyel ciszterci szerzetesek alapították a 12. században. A tatárjárás pusztításai után németek telepedtek meg itt. Bártfát I. Lajos király emelte szabad királyi város rangjára. A Lengyelországba vezető út élénk kereskedelmet tett lehetővé, különösen szoros kapcsolatokat ápolt Biecz városával (ami kb. 60 kilométerre, északra található). Bártfa volt az egyik tárnoki város.
1435-ben Hunyadi János a város közelében verte meg Talafusz huszita kapitány seregeit.
A városban, ahol 1439-től tartottak misztériumjátékokat, nyomda is működött. 1440-ben a husziták foglalták el. A 16. század elején a polgárok áttértek az evangélikus hitre. A külföldet járt Leonard Stöckel, a városbíró fia 1539-ben a városi iskolát wittenbergi mestere – Philipp Melanchthon német humanista, Luther Márton legközelebbi munkatársa – elvei szerint humanista gimnáziummá fejlesztette. 1590-ben a felföldi lutheránusok itt tartották egyik zsinatukat. Bártfa a vászonszövéséről messze földön ismert volt.
A 17. században háromszor is tarolt itt a pestis. Az 1670-es és 1680-as években többször pusztították császári és kuruc csapatok. 1686-ban tűzvész pusztította, majd 1710-ben újra pestis járta, 1774-ben pedig ismét leégett. A város a csapásokat nem tudta kiheverni, fokozatosan jelentőségét vesztette, amihez hozzájárultak Lengyelország felosztásai is.
A 18. század végén Vályi András így ír róla (részletek): „BÁRTFA. Bartfeld, Bardegov, v. Bardiov. Szabad Királyi Város Sáros Vármegyében, Eperjestöl négy mértföldnyire. E’ Királyi Város régibb, mintsem kezdeti eredetét kinyomozni lehetne, sőt még nevezete is homályban vagyon. [...] Fekszik a’ Város egy halmos helyen, északról Tapoly vize partyán nem igen szélessen terjedő kerűletben, három kőfalakkal, ’s tornyotskákkal körűl keríttetve. [...] Lakosai külömbféle kereskedés által élnek. Nevezetes vala hajdan vászonnal való kereskedése; midőn ezt másoknak Lengyel Országba vinni tilalmas vala; mert itt fejéríttettek, ’s készíttettek ki, melly a’ lakosoknak nem kevés hasznot hajtott; most is kereskednek ugyan azzal, de az Eperjesiek már megelőzték. Határja középszerű, fája elég, téttyei jók, legelője tágas, vagyonnyainak eladásara alkalmatos módgya, első Osztálybéli.”
Fényes Elek 1851-ben kiadott geográfiai szótárában így ír a városról (részletek): „Bártfa, (Bartfeld), (Bardiov), igen régi szabad királyi város, Sáros vármegyében, a Tapoly mellett, Eperjeshez 5, Kassához 9, Pesthez 41 mfdnyi távolságra. A belső város kőfallal van bekeritve, de a sánczok kerteknek osztattak ki; az utczák jól kövezettek s tiszták; a piaczon lévő házak mind emeletesek. Nevezetesebb épületje a kath. sz. Egyedről neveztetett szentegyház, és a városi tanácsház. Mind a kettő felette régi, s már IV. Béla előtt fenállottak. A tanácsházi levéltár nagyon gazdag régi irományokban s diplomákban. Van itt jól elrendelt kath. capitalis oskola, franciskanus kolostor, postahivatal, sóház, két patika, a külső városban evang. anyaszentegyház, s egy nevelő-intézet a 9-ik számu galicziai ezred katonagyermekei számára. A városi kórház egész faluval (Lukovicza), s több polgári földekkel bir. – Népessége 4941 lélek, s ezek közt 3762 római, 83 görög kath., 913 evang., 2 ref., 181 zsidó. Nyelvökre többnyire tótok, kevés némettel keverve. Hajdan jutalmas borkereskedést üztek, de jelenleg a gyolcs-kereskedés virágzóbb; s ez itteni roppant fejéritő-intézetből évenként legalább kikerül 300,000 rőf. A bártfai cserépedények kapósak szoktak lenni. – A városnak magának van 9 faluja, hires fördője, több liszt-, fürész- és egy papiros-malma, pálinkaháza, gyönyörű fenyves és bikkes erdeje, s nem épen terméketlen szántófölde. [...] A bártfai hires fördő félórányira fekszik a várostól, északra, egy a Vörös-hegy ágaitól összeszoritott völgyben. Ez fördés idején kis városocskát ábrázol, melly 48 kisebb nagyobb házból, három éjjente kivilágitott utczából, s több boltokból áll. A házak nagyobbára egyes emberek tulajdonai, hanem a város több épületeket bir, s a legnagyobban mintegy 60 szoba számláltatik. [...]”
1878-ban újra tűzvész pusztította. 1902-ben Hölzel Mór bártfai szobrásziskoláját szintén tűzvész pusztította el.
Az első világháború alatt az oroszok 1914 novemberének végén elfoglalták, majd Szurmay Sándor hadseregcsoportja szabadította föl a Limanowánál küzdő csapatok érdekében folytatott hadművelet során. 1919 nyarán a magyar Tanácsköztársaság hadserege visszafoglalta Csehszlovákiától.
Az első bécsi döntés nem érintette. A második világháború végén Bártfát is érték veszteségek. A második világháború után – a történelmi városmagon kívül – több lakótelep létesült.

## Népessége
| Év:            | 1994.  | 2004.   | 2014.   | 2024.   |
| -------------- | ------ | ------- | ------- | ------- |
| Emberek száma: | 32 800 | 33 400  | 33 060  | 29 788  |
| Eltérés:       |        | +1,82 % | -1,01 % | -9,89 % |

| Év:            | 2023.  | 2024.   |
| -------------- | ------ | ------- |
| Emberek száma: | 29 964 | 29 788  |
| Eltérés:       |        | -0,58 % |

1910-ben 6578-an lakták, ebből 2571 szlovák, 2179 magyar és 1617 német nemzetiségű.
2011-ben 33 696 lakosából 28 334 szlovák, 1093 ruszin, 800 cigány, 257 ukrán, 98 cseh és 63 lengyel és 45 magyar.

## Látnivalók
- A régi városháza 1505 és 1508 között épült gótikus stílusban. Gazdag kőcsipkéiről híres, reneszánsz lépcsőfeljárója és a meredeken emelkedő díszes tetőzete egyaránt nevezetes. Itt működik ma a Sárosi múzeum.
- A Szent Egyed-bazilika a 15. században épült, gótikus stílusban.
- A mai városháza is gótikus alapú, többször átépített egyemeletes ház.
- A városnak ferences temploma és kolostora is van, melyek gótikus alapokon nyugszanak, de barokk stílusúak.
- Ortodox temploma 1903-ban épült görögkatolikus templomnak.
- A régi evangélikus templom (épült 1808-ban copf stílusban).
- A középkori városfal több része és a félkerek bástyatorony.
- Határában sós, vas- és jódtartalmú forrás fakad, melyre 1777-ben gyógyfürdő települt. Csakhamar fényűző villák tucatjai épültek ide. 1849-ben és 1856-ban azonban károkat szenvedett, utóbbi alkalommal leégett. Ma Bártfafürdő néven önálló települést alkot a várostól 5 km-re északnyugatra.
- Bártfának falumúzeuma is van.
- Vásárát augusztus harmadik dekádjában tartják.

## Neves személyek
- Itt született Eck Bálint (1494-1550) orvos, főbíró
- Itt született Leonard Stöckel (1510–1560) reformátor
- Itt született 1820. február 13-án Kéler Béla (Adalbert Paul von Kéler) zeneszerző, karmester (mh. 1882. november 20-án Wiesbadenben)
- Itt született Chyzer Kornél (1836–1909) orvos, balneológus, zoológus, a Magyar Tudományos Akadémia tagja
- Itt született 1838-ban Myskovszky Viktor (Viktor Miškovský) (mh. Kassán, 1909) építészmérnök, tanár, régész, műtörténész, az MTA levelező tagja
- Itt született Jaschik Álmos (1885-1950) grafikus, festő, iparművész, szakíró művészpedagógus és jelmeztervező
- Itt született Zalánfy Aladár (1887. március 11. – Budapest, 1959. május 15.) orgonaművész és orgonaszakértő
- Itt született Jozef Bomba (1939. március 30. – Kassa, 2005. október 27.) csehszlovák válogatott labdarúgó
- Itt hunyt el 1951-ben Zsebráczky Géza, a keletszlovákiai szlovják nyelv fő nyelvi ideológusa
- Itt született 1980-ban Radoslav Rochallyi szlovák költő

## Képtár

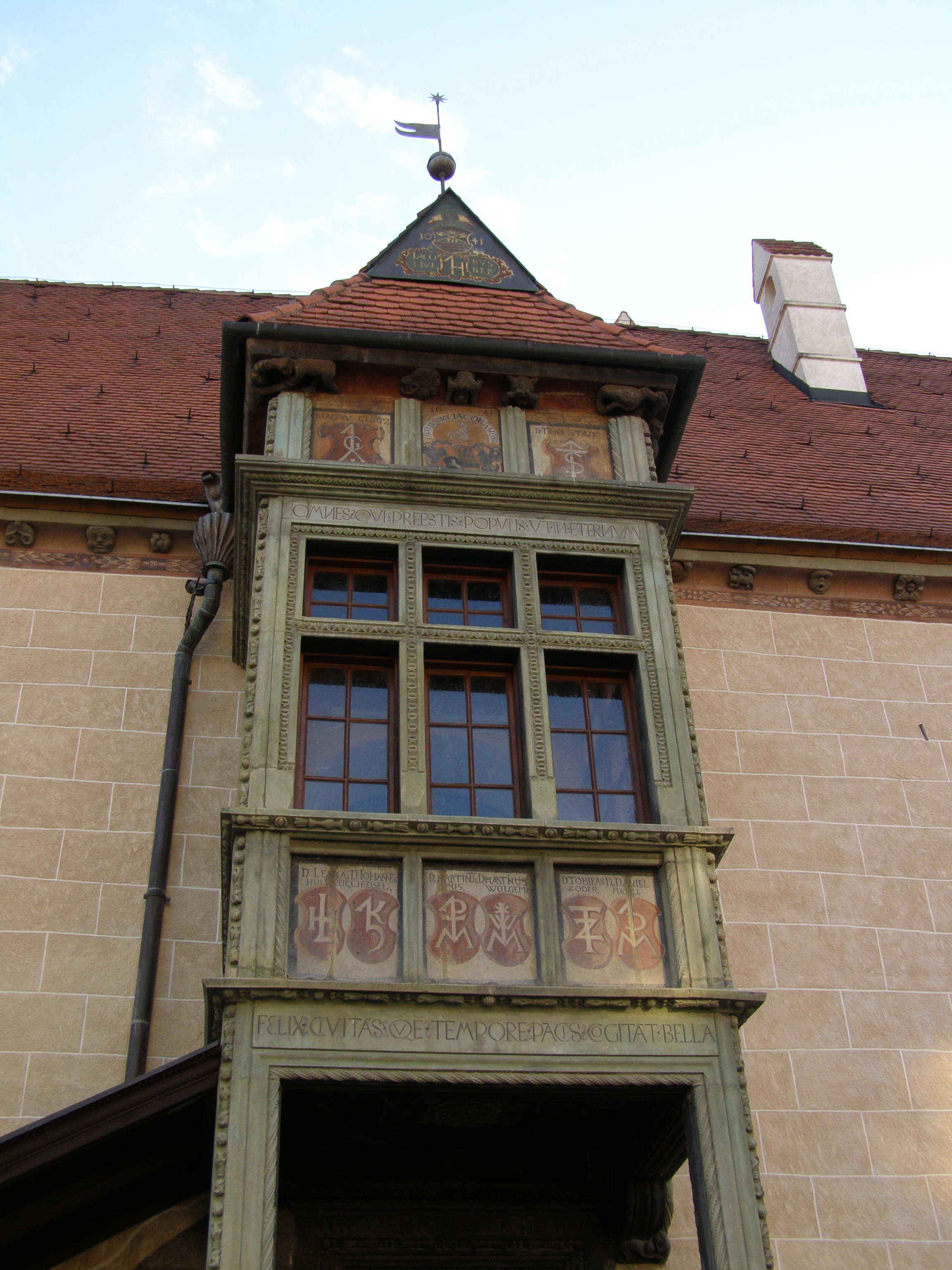
A régi városháza
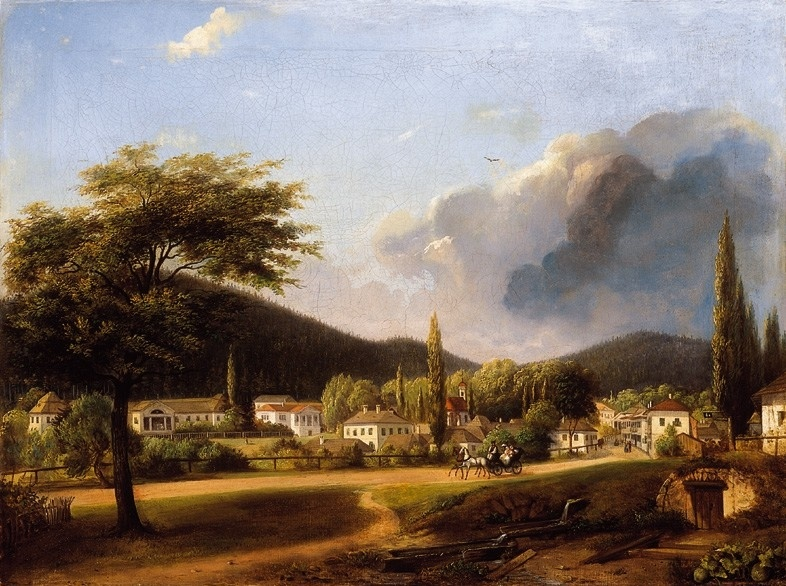
Sterio Károly: Bártfa látképe, 1860 körül

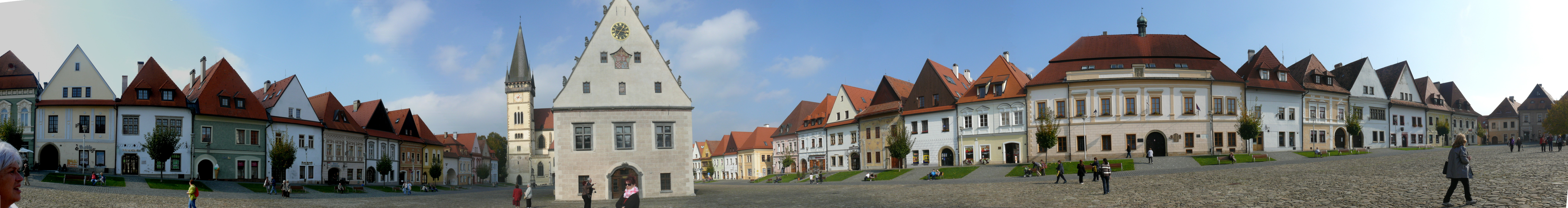
Bártfa főtere a régi városházával és a Szent Egyed-templommal – panorámakép

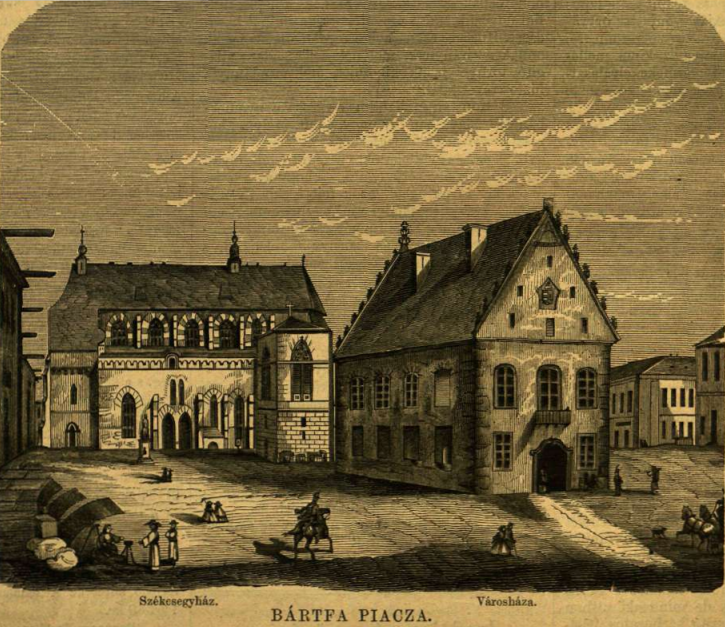
Bártfa piaca (1878)

## További információk

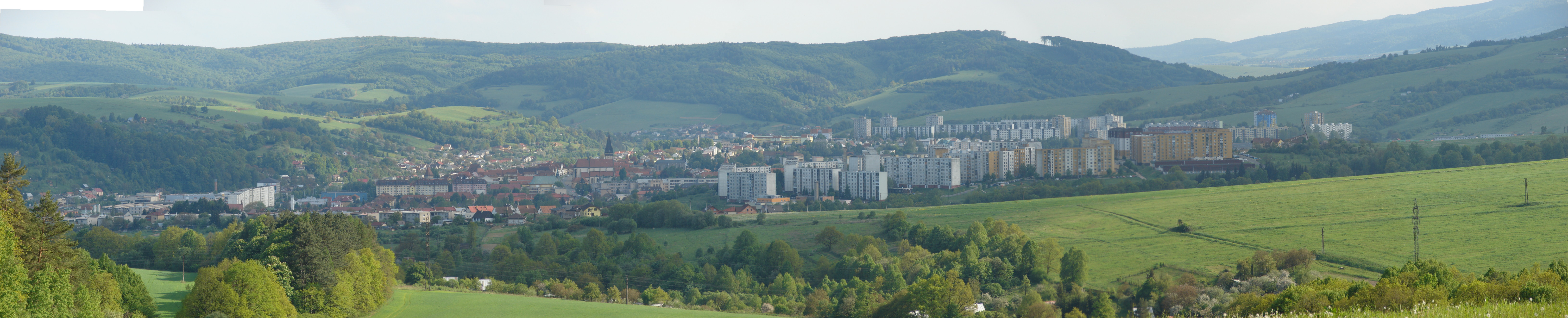
Bártfai panoráma